# Hans Schmidt (calciatore 1893-1971)
Hans Schmidt (Fürth, 23 dicembre 1893 – 1º febbraio 1971) è stato un calciatore e allenatore di calcio tedesco, di ruolo centrocampista.

## Carriera

### Calciatore

#### Club
Calciatore di grande talento sin da giovanissimo, e formatosi nel SpVgg Fürth, si trasferì in Italia per giocare con il Genoa.
Riuscì ad esordire con la maglia del Genoa nella massima serie italiana all'età di 16 anni e 17 giorni nella sfida del 9 gennaio 1910 con la Pro Vercelli, durante la stagione 1909/1910, facendo di lui il più giovane esordiente con la maglia rossoblu.
La stagione seguente torna al SpVgg Fürth che lascerà nuovamente per tornare a Genova, sempre tra le file del Grifone nella stagione 1913-1914. Quella fu l'ultima stagione al di fuori della Germania. Con i rossoblu giocò anche un match di Palla Dapples.
Tornato al SpVgg Fürth, vinse con i biancoverdi il suo primo campionato nella stagione 1913-1914.
Nel 1919 lascia il suo club d'origine per passare al TV Fürth 1860, club con il quale giocherà tre stagioni.
Nel 1922 passa al Norimberga, club con il quale riuscirà a vincere tre campionati, nelle stagioni 1923-1924, 1924-1925 e 1926-1927.
Si ritirò dal calcio giocato nel 1928.

#### Nazionale[3]
Schmidt vestì la maglia della nazionale tedesca dal 1913 al 1926, totalizzando 16 presenze in match amichevoli.
Il suo esordio avvenne il 18 maggio 1913 a Friburgo in Brisgovia nell'incontro tra la Germania e la Svizzera che terminò 2 a 1 per gli elvetici.
Terminò la sua avventura con i bianchi di Germania il 12 dicembre 1912, sempre contro gli svizzeri, incontro che vide i tedeschi soccombere per 3 a 2 nel campo di Monaco di Baviera.

### Allenatore
Ritiratosi dal calcio giocato, nel 1931 assunse l'incarico di guidare il Schwarz-Weiss Essen che lascerà nel 1933 per guidare il Schalke 04.
Con il club di Gelsenkirchen vinse tre campionati tedeschi nelle stagioni 1933-1934, 1934-1935 e 1936-1937.
Oltre ai tre campionati Schmidt con lo Schalke 04 vinse la Coppa di Germania 1937.
Dopo la seconda guerra mondiale, Schmidt guida il VfR Mannheim che guiderà alla conquista del Campionato tedesco occidentale 1948-1949.
Nel 1950 diventa l'allenatore del Norimberga che guiderà sino al 1952.

## Statistiche

### Cronologia presenze e reti in Nazionale
| Cronologia completa delle presenze e delle reti in nazionale ― Germania | Cronologia completa delle presenze e delle reti in nazionale ― Germania | Cronologia completa delle presenze e delle reti in nazionale ― Germania | Cronologia completa delle presenze e delle reti in nazionale ― Germania | Cronologia completa delle presenze e delle reti in nazionale ― Germania | Cronologia completa delle presenze e delle reti in nazionale ― Germania | Cronologia completa delle presenze e delle reti in nazionale ― Germania | Cronologia completa delle presenze e delle reti in nazionale ― Germania |
| Data                                                                    | Città                                                                   | In casa                                                                 | Risultato                                                               | Ospiti                                                                  | Competizione                                                            | Reti                                                                    | Note                                                                    |
| ----------------------------------------------------------------------- | ----------------------------------------------------------------------- | ----------------------------------------------------------------------- | ----------------------------------------------------------------------- | ----------------------------------------------------------------------- | ----------------------------------------------------------------------- | ----------------------------------------------------------------------- | ----------------------------------------------------------------------- |
| 18/05/1913                                                              | Friburgo in Brisgovia                                                   | Germania                                                                | 1 – 2                                                                   | Svizzera                                                                | Amichevole                                                              | -                                                                       |                                                                         |
| 27/06/1920                                                              | Zurigo                                                                  | Svizzera                                                                | 4 – 1                                                                   | Germania                                                                | Amichevole                                                              | -                                                                       |                                                                         |
| 02/07/1922                                                              | Bochum                                                                  | Germania                                                                | 0 – 0                                                                   | Ungheria                                                                | Amichevole                                                              | -                                                                       |                                                                         |
| 01/01/1923                                                              | Milano                                                                  | Italia                                                                  | 3 – 1                                                                   | Germania                                                                | Amichevole                                                              | -                                                                       |                                                                         |
| 03/06/1923                                                              | Basilea                                                                 | Svizzera                                                                | 1 – 2                                                                   | Germania                                                                | Amichevole                                                              | -                                                                       |                                                                         |
| 04/11/1923                                                              | Amburgo                                                                 | Germania                                                                | 1 – 0                                                                   | Norvegia                                                                | Amichevole                                                              | -                                                                       |                                                                         |
| 13/01/1924                                                              | Norimberga                                                              | Germania                                                                | 4 – 3                                                                   | Austria                                                                 | Amichevole                                                              | -                                                                       |                                                                         |
| 21/04/1924                                                              | Amsterdam                                                               | Paesi Bassi                                                             | 0 – 1                                                                   | Germania                                                                | Amichevole                                                              | -                                                                       |                                                                         |
| 15/06/1924                                                              | Kristiania                                                              | Norvegia                                                                | 0 – 2                                                                   | Germania                                                                | Amichevole                                                              | -                                                                       |                                                                         |
| 21/09/1924                                                              | Budapest                                                                | Ungheria                                                                | 4 – 1                                                                   | Germania                                                                | Amichevole                                                              | -                                                                       |                                                                         |
| 23/11/1924                                                              | Duisburg                                                                | Germania                                                                | 0 – 1                                                                   | Italia                                                                  | Amichevole                                                              | -                                                                       |                                                                         |
| 14/12/1924                                                              | Stoccarda                                                               | Germania                                                                | 1 – 1                                                                   | Svizzera                                                                | Amichevole                                                              | -                                                                       |                                                                         |
| 25/10/1925                                                              | Basilea                                                                 | Svizzera                                                                | 0 – 4                                                                   | Germania                                                                | Amichevole                                                              | -                                                                       |                                                                         |
| 20/06/1926                                                              | Norimberga                                                              | Germania                                                                | 3 – 3                                                                   | Svezia                                                                  | Amichevole                                                              | -                                                                       |                                                                         |
| 31/10/1926                                                              | Amsterdam                                                               | Paesi Bassi                                                             | 2 – 3                                                                   | Germania                                                                | Amichevole                                                              | -                                                                       |                                                                         |
| 12/12/1926                                                              | Monaco di Baviera                                                       | Germania                                                                | 2 – 3                                                                   | Svizzera                                                                | Amichevole                                                              | -                                                                       |                                                                         |
| Totale                                                                  |                                                                         | Presenze                                                                | 16                                                                      |                                                                         | Reti                                                                    | 0                                                                       |                                                                         |

## Palmarès

### Giocatore

#### Club

##### Competizioni nazionali
- Campionato tedesco: 4

SpVgg Greuther Fürth: 1913-1914
1. FC Norimberga: 1923-1924, 1924-1925, 1926-1927

### Allenatore

#### Club

##### Competizioni nazionali
- Campionato tedesco: 4

Schalke 04: 1933-1934, 1934-1935, 1936-1937
VfR Mannheim: 1948-1949
- Coppa di Germania: 1

Schalke 04: 1937